# Middletown Springs
Middletown Springs ist eine Town im Rutland County des Bundesstaates Vermont in den Vereinigten Staaten mit 794 Einwohnern (laut Volkszählung von 2020).

## Geografie

### Geografische Lage
Middletown Springs liegt im Südwesten des Rutland Countys. Das Gebiet der Town ist durchsetzt mit Hügeln und Tälern. Der Poultney River durchfließt das Gebiet der Town von Tinmouth kommend westwärts. Der Boden der Town besteht aus schwerem Lehmboden und in den Wäldern wachsen hauptsächlich Ahorn und Buche.

### Nachbargemeinden
Alle Entfernungen sind als Luftlinien zwischen den offiziellen Koordinaten der Orte aus der Volkszählung 2010 angegeben.
- Nordosten: Ira, 4,4 km
- Südosten: Tinmouth, 6,3 km
- Südwesten: Wells, 7,2 km
- Nordwesten: Poultney, 7,1 km

### Klima
Die mittlere Durchschnittstemperatur in Middletown Springs liegt zwischen −7,2 °C (19 °Fahrenheit) im Januar und 20,6 °C (69 °Fahrenheit) im Juli. Damit ist der Ort gegenüber dem langjährigen Mittel der USA um etwa 9 Grad kühler. Die Schneefälle zwischen Mitte Oktober und Mitte Mai liegen mit mehr als zwei Metern etwa doppelt so hoch wie die mittlere Schneehöhe in den USA. Die tägliche Sonnenscheindauer liegt am unteren Rand des Wertespektrums der USA, zwischen September und Mitte Dezember sogar deutlich darunter.

## Geschichte
Middletown Springs, zunächst noch Middletown, wurde am 28. Oktober 1784 gegründet, indem Gebiete der Towns Tinmouth, Wells, Poultney und Ira zu einer neuen Town zusammengefasst wurden. Der Name entsprang der Gegebenheit: Middletown. Er wurde im Jahr 1884 zu Middletown Springs geändert.
Bereits im Februar 1784 gründeten 50 Siedler der vier Towns eine Initiative, um eine eigene, separate Town zu gründen. Ihre Begründung war, dass die umgebenden Berge zu schwierig zu überwinden waren, so dass sie sich nicht an den Gemeindetreffen und Gottesdiensten der Towns beteiligen konnten, zu denen sie eigentlich gehörten. Der Vermesser Joseph Spaulding wurde mit der Vermessung beauftragt, und da alle Beteiligten mit seiner Arbeit sehr zufrieden waren, durfte Spaulding den Namen der neuen Town wählen. Zugezogen aus Middletown wählte Spaulding diesen Namen, zumal er ihn für sehr passend hielt.
Die Mineralquellen am Ufer des Poultney Rivers waren bereits den angestammten Indianern bekannt und die Bewohner von Middletown lernten diese ebenfalls schätzen. Nach diesen Quellen nannten sie die Town schließlich im Jahr 1884 Middletown Springs. Die Mineralquellen wurden bei einer großen Flut im Jahr 1811 durch eine Verschiebung des Flussbettes unter Tonnen von Gestein begraben. Erst eine weitere Flut im Jahr 1868 schob den Fluss ins alte Bett zurück und legte die Mineralquellen wieder frei. Dadurch entwickelte sich Middletown Springs im späten 19. und frühen 20. Jahrhundert zu einem beliebten Kurbad.
Eine weitere Ansiedlung auf dem Gebiet der Town war Burnham Hallow, heute nicht mehr auf modernen Karten ersichtlich. Sie bildete sich rund um das Sägewerk und die Schmiede von John Burnham. Durch die Flut im Jahr 1811 wurden das Sägewerk, die Schmiede und die Ansiedlung zusammen mit den Quellen zerstört.

### Religionen

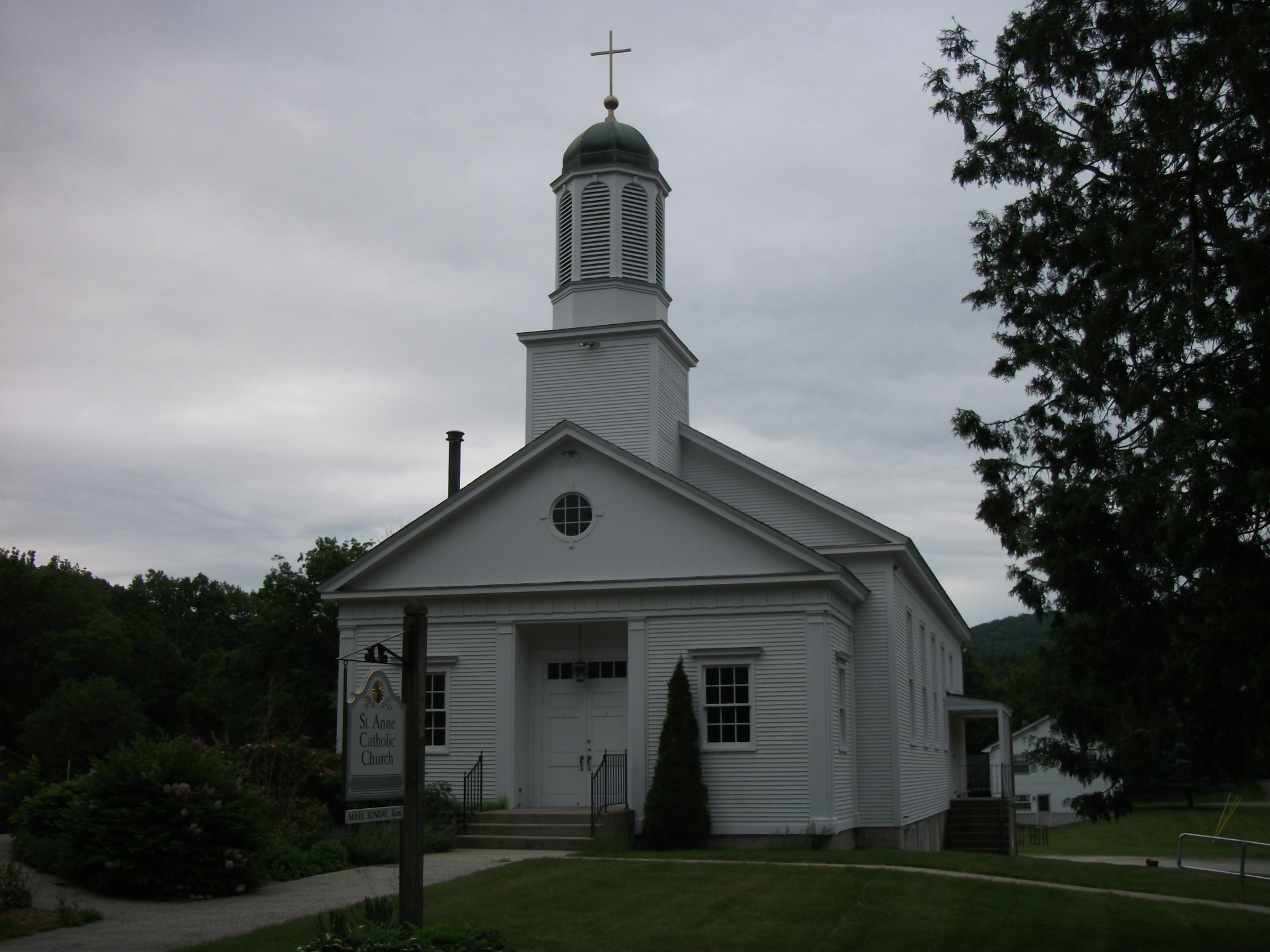
Katholische Kirche St. Anne

Die Glaubensgemeinschaften der methodistischen Kirche, der Baptisten und die Kongregationale Kirche hatten früh Gemeinden in Middletown. Die Kongregationale Kirche wurde im Jahr 1794 errichtet, die baptistische Kirche im Jahr 1806 und die methodistische im Jahr 1837. Auch eine Katholische Kirche gibt es in Middletown Springs.

### Einwohnerentwicklung
| Volkszählungsergebnisse – Town of Middletown Springs, Vermont | Volkszählungsergebnisse – Town of Middletown Springs, Vermont | Volkszählungsergebnisse – Town of Middletown Springs, Vermont | Volkszählungsergebnisse – Town of Middletown Springs, Vermont | Volkszählungsergebnisse – Town of Middletown Springs, Vermont | Volkszählungsergebnisse – Town of Middletown Springs, Vermont | Volkszählungsergebnisse – Town of Middletown Springs, Vermont | Volkszählungsergebnisse – Town of Middletown Springs, Vermont | Volkszählungsergebnisse – Town of Middletown Springs, Vermont | Volkszählungsergebnisse – Town of Middletown Springs, Vermont | Volkszählungsergebnisse – Town of Middletown Springs, Vermont |
| Jahr                                                          | 1700                                                          | 1710                                                          | 1720                                                          | 1730                                                          | 1740                                                          | 1750                                                          | 1760                                                          | 1770                                                          | 1780                                                          | 1790                                                          |
| ------------------------------------------------------------- | ------------------------------------------------------------- | ------------------------------------------------------------- | ------------------------------------------------------------- | ------------------------------------------------------------- | ------------------------------------------------------------- | ------------------------------------------------------------- | ------------------------------------------------------------- | ------------------------------------------------------------- | ------------------------------------------------------------- | ------------------------------------------------------------- |
| Einwohner                                                     |                                                               |                                                               |                                                               |                                                               |                                                               |                                                               |                                                               |                                                               |                                                               | 699                                                           |
| Jahr                                                          | 1800                                                          | 1810                                                          | 1820                                                          | 1830                                                          | 1840                                                          | 1850                                                          | 1860                                                          | 1870                                                          | 1880                                                          | 1890                                                          |
| Einwohner                                                     | 1066                                                          | 1207                                                          | 1039                                                          | 919                                                           | 1057                                                          | 875                                                           | 712                                                           | 777                                                           | 823                                                           | 786                                                           |
| Jahr                                                          | 1900                                                          | 1910                                                          | 1920                                                          | 1930                                                          | 1940                                                          | 1950                                                          | 1960                                                          | 1970                                                          | 1980                                                          | 1990                                                          |
| Einwohner                                                     | 746                                                           | 716                                                           | 567                                                           | 583                                                           | 493                                                           | 496                                                           | 381                                                           | 427                                                           | 603                                                           | 686                                                           |
| Jahr                                                          | 2000                                                          | 2010                                                          | 2020                                                          | 2030                                                          | 2040                                                          | 2050                                                          | 2060                                                          | 2070                                                          | 2080                                                          | 2090                                                          |
| Einwohner                                                     | 823                                                           | 745                                                           | 794                                                           |                                                               |                                                               |                                                               |                                                               |                                                               |                                                               |                                                               |

## Wirtschaft und Infrastruktur

### Verkehr
Die Vermont State Route 140 verläuft in west-östlicher Richtung zentral durch die Town, von Poultney nach Tinmouth. Die Vermont State Route 133 in nord-südlicher Richtung, teilweise zusammen mit der State Route 140 von Ira nach Pawlet. Die nächstgelegenen Bahnhöfe befinden sich in Rutland und Fair Haven.

### Öffentliche Einrichtungen
In Middletown Springs gibt es kein eigenes Krankenhaus. Das nächstgelegene Krankenhaus ist das Emma Laing Stevens Hospital in Granville, New York (Bundesstaat).

### Bildung
Middletown Springs gehört zur Rutland Southwest Supervisory Union. In Middletown Springs befindet sich die Middletown Springs Elementary School mit Klassen vom Vor-Kindergarten bis zur 6. Schulklasse.
Auch befindet sich eine Bücherei in Middletown Springs, die Middletown Springs Public Library.

## Persönlichkeiten

### Söhne und Töchter der Stadt
- Walter W. Granger (1872–1941),  Fossiliensammler und Wirbeltier-Paläontologe
- Ahiman Louis Miner (1804–1886),  Rechtsanwalt und Politiker
- Reuben Wood (1792/1793–1864),  Politiker, Gouverneur des Bundesstaates Ohio